# Брум, Фредерик
Сэр Фредерик Нейпир Брум KCMG (англ. Frederick Napier Broome, 18 ноября 1842, Канада — 26 ноября 1896, Лондон, Великобритания) — колониальный администратор в Британской империи, служивший в Натале, Маврикии (губернатор Британского Маврикия в 1880—1883 годах), Западной Австралии (губернатор Западной Австралии в 1883—1889 годах), Барбадосе и Тринидаде (губернатор Тринидада и Тобаго в 1891—1897 годах). В его честь названы западно-австралийские города Брум и Брумхилл.

## Ранняя жизнь
Старший сын преподобного Фредерика Брума, настоятеля Кенли, Шропшир, и его жены Екатерины Элеоноры, Брум родился в Канаде и получил образование в гимназии Уитчерч, Шропшир. Посетив Англию в 1865 году, он женился на Мэри Энн Баркер 21 июня. Пара переехала в Новую Зеландию, где у Брума была овечья станция, в Малверн-Хиллз, провинция Кентербери.

## Карьера

### Журналист и поэт
Брум вернулся в Лондон в 1869 году, и в течение следующих шести лет был постоянным работником газеты Times, будучи корреспондентом газеты на свадьбе герцога Эдинбургского, и во многих других случаях. Он также писал литературные обзоры, художественные критики и различные статьи. Он опубликовал два тома стихов: «Стихи из Новой Зеландии» (1868) и «Странник Серифоса» (1869), печатался в Cornhill Magazine, Macmillan’s Magazine и других периодических изданиях.

### Администратор
В 1870 году он был назначен секретарём Фонда завершения строительства собора Святого Павла, а в 1873 году — секретарём Королевской комиссии по непригодным для плавания кораблям. Он был выбран графом Карнарвоном в 1875 году, чтобы отправиться с лордом Гарнетом Вулселеем на специальную миссию в Наталь, в качестве колониального секретаря этой колонии. Он занимал этот пост до 1878 года, когда был повышен до колониального секретарства Маврикия, где он управлял правительством в 1879 году, и был вице-губернатором острова с 1880 по 1888 год. Стал 14-м губернатором Маврикия (9 декабря 1880-5 мая 1883). Удостоен степени Кавалера ордена Святых Михаила и Георгия в 1877 году, а следующей степени Рыцарь-Командор — в 1884 году.
По получении известия о британской военной катастрофе в битве при Изандлване (1879), он отправил на помощь лорду Челмсфорду почти весь гарнизон колонии, в том числе половину батареи артиллерии.
Умер в Лондоне в 1896 году и был похоронен на Хайгетском кладбище.